# William Donald Borders
Pour les articles homonymes, voir Borders.
William Donald Borders, né à Washington (Indiana, États-Unis) le 9 octobre 1913 et mort à Lutherville-Timonium (Maryland, États-Unis) le 19 avril 2010, est un archevêque catholique américain. Il est ordonné prêtre en 1940. En 1968, il est nommé évêque d’Orlando, et de 1974 à 1989, il est archevêque de Baltimore.

## Biographie
William Donald Borders est né à Washington dans l'Indiana. Il est le troisième de sept enfants, fils de Thomas Martin et de Zelpha Ann (née Queen) Borders. Après avoir fréquenté l'école primaire et secondaire catholique, il a commencé ses études pour le sacerdoce au séminaire de Saint Meinrad en 1932.

### La prêtrise
Ordonné prêtre le 18 mai 1940, il servit comme pasteur au sein de l'église du Sacré-Cœur à Baton Rouge, en Louisiane jusqu'en 1943. Il devient ensuite aumônier auprès de l'armée américaine pendant la Seconde Guerre mondiale. Il reçut un mois de formation à l'université Harvard avant de devenir aumônier de bataillon auprès le 362e régiment d'infanterie de la 91e division d'infanterie. Son régiment s'est formé en Afrique du Nord pour la campagne d'Italie. Il reçut en 1944, la Bronze Star pour acte de bravoure.
En 1946, Borders quitte le service militaire avec le grade de major et retourne en Louisiane. Il servit brièvement comme pasteur associé à l'église Notre-Dame de Westwego, avant de poursuivre des études supérieures à l'université de Notre-Dame, dans l'Indiana. Après avoir obtenu une maîtrise de sciences en éducation en 1947, il reprit son travail dans le cadre de son ministère pastoral. 
Il est élevé au rang de prélat d'honneur de Sa Sainteté par le pape Paul VI en 1963 et nommé recteur de l’école catholique Saint-Joseph l’année suivante. Il assista aux deux dernières sessions du concile Vatican II.

### Épiscopat
Le 2 mai 1968, Borders est nommé évêque du diocèse nouvellement érigé d’Orlando, en Floride. Le 14 juin suivant, il reçut la consécration épiscopale des mains de Luigi Raimondi. Il choisit comme devise épiscopale : « Auscultabo ut Serviam » ("J'écoute pour que je puisse servir").
Durant son mandat à Orlando, Borders pose les bases du nouveau diocèse tout en mettant en œuvre les directives du Concile Vatican II. Il supervisa la création de conseils paroissiaux et de conseils scolaires, permit aux laïcs de servir comme ministres extraordinaires de la Sainte-Communion et forma un conseil de sœurs pour les religieuses du diocèse. Il créa un conseil de services sociaux et de centres d’aides sociales pour venir en aide aux travailleurs, aux migrants et aux pauvres.
À la suite de la retraite du cardinal Lawrence Shehan, Borders est nommé à la tête de l'archidiocèse de Baltimore, dans le  Maryland, le 25 mars 1974. Il reçut le pallium, un vêtement porté par les évêques métropolitains, du pape Paul VI en la basilique Saint-Pierre le 24 mars 1975. À la tête du plus ancien diocèse catholique du pays, il détenait le statut de « primus inter pares » parmi les évêques catholiques américains.
Au cours de son mandat de quinze ans à Baltimore, Borders divisa l'archidiocèse en trois vicariats et nomma ses évêques auxiliaires. Il réorganisa les services centraux de l'archidiocèse, en nommant des secrétaires au niveau du cabinet pour mener à bien le travail administratif de l'archidiocèse. Il créa un département de planification de gestion pastorale chargé des besoins futurs de l'archidiocèse, d'un bureau de développement de fonds pour mener à bien un programme de gestion ainsi d'un programme d'évangélisation pour atteindre les « non-croyants ». 
Borders était surnommé le « roi des soupes populaires » par le magazine de Baltimore, ce dernier se référant à l'augmentation du budget pour la charité du diocèse, ce dernier passant de 2,5 millions de dollars à 33 millions de dollars par an. Il fit régulièrement du lobbying auprès des membres du Congrès, et d’autres responsables gouvernementaux, en faveur des personnes défavorisées. À l'automne 1981, en compagnie d'autres éducateurs catholiques, il effectua une tournée de trois semaines en Chine populaire afin d'étudier les possibilités d'échanges de programmes culturels et éducatifs entre ce pays et les États-Unis.
Borders dut faire face à deux procès concernant des abus sexuels commis par des membres du clergé, l’un à Baltimore en 1993 et l’autre à Orlando en 2003. Dans les deux cas, il était accusé de laxisme. 
En tant que membre de la Conférence des évêques catholiques des États-Unis, il présida le Comité de l'éducation et siégea au Comité des valeurs humaines, au Conseil d'administration de la Conférence catholique américaine et au Comité administratif de la Conférence nationale des évêques catholiques. Il présida également le comité spécial du bicentenaire de la hiérarchie américaine.

#### L'évêque de la Lune
À la suite du succès d’Apollo 11, Borders fit sa visite ad limina au pape Paul VI, auquel il confia : « Vous savez, Saint-Père, je suis l’évêque de la Lune ». Le pape eût été brièvement déconcerté, avant que l’évêque ne lui explique finalement le contexte. En effet, selon le code de droit canonique de 1917 (Codex Iuris Canonici), tout territoire nouvellement découvert tombe sous l’évêché d’où l’expédition de découverte est partie, or la mission Apollo 11 avait décollé de Cap Canaveral, en Floride, un territoire situé dans le diocèse d'Orlando.

### Fin de vie et mort
Après avoir atteint l'âge de la retraite, à 75 ans, William Donald Borders présenta sa lettre de démission au pape Jean-Paul II, qui l'accepta le 6 avril 1989. William Henry Keeler lui succéda à la tête de l'archidiocèse de Baltimore.
Il est mort à Lutherville-Timonium à l'âge de 96 ans - et fut le quatrième plus ancien évêque catholique vivant aux États-Unis et le plus ancien évêque d'Orlando et de Baltimore.

## Succession apostolique
William Donald Borders a ordonné les évêques suivants :
- Évêque Philip Francis Murphy (en) (1976)
- Cardinal James Francis Stafford (1976)
- Évêque William Clifford Newman (en) (1984)
- Évêque John Huston Ricard (en), S.S.J. (1984)

## Décorations
- Bronze Star Medal